# Washington Thadeu de Mello
Washington Thadeu de Mello (Belo Horizonte, 1941) é um político brasileiro.
Foi ministro interino da Agricultura no governo Fernando Henrique Cardoso em duas ocasiões, a primeira de 12 a 14 de fevereiro de 1997 e novamente de 11 a 13 de março de 1998.